# 小さな願い
「あなたに祈りをこめて」（あなたにいのりをこめて、原題 : I Say a Little Prayer）または「小さな願い」（ちいさなねがい）は、バート・バカラックとハル・デヴィッドによって書かれた楽曲である。1967年にディオンヌ・ワーウィックによって録音され、『ビルボード』誌のHot 100で最高位4位、R&Bシングルチャートで最高位8位を記録。1968年にアレサ・フランクリンによってカバーされ、全英シングルチャートで最高位4位、Billboard Hot 100で最高位10位を記録。

## ディオンヌ・ワーウィックによる演奏
歌詞は、ベトナム戦争に向かった男性の無事を祈る女性を題材としたもの。1966年4月に「あなたに祈りをこめて」のレコーディングが行われたが、バカラックは完成したトラックに「テンポが速すぎる」と不満を持っていた。
1967年9月にアルバム『ザ・ウィンドウズ・オブ・ザ・ワールド』が発売され、セプター・レコードのオーナーであるフローレンス・グリーンバーグの要望により「あなたに祈りをこめて」が収録された。同年10月にシングル・カットされ、B面には「「哀愁の花びらたち」のテーマ」（Theme from the Valley of the Dolls）が収録された。アメリカの『ビルボード』誌のHot 100で最高位4位、R&Bシングルチャートで最高位8位を記録し、カナダの『RPM』誌のシングルチャートで最高位4位を記録した。1968年2月15日にアメリカレコード協会からゴールド認定を受けた。
2006年に発売されたアルバム『マイ・フレンズ・アンド・ミー〜バート・バカラックへの想い』では、リーバ・マッキンタイアとのデュエット曲としてリメイクされた。

### チャート成績（ディオンヌ・ワーウィック版）
| チャート (1967年)            | 最高位 |
| ---------------------------- | ------ |
| Canada Top Singles (RPM)     | 4      |
| US Billboard Hot 100         | 4      |
| US Top R&B Songs (Billboard) | 8      |
| US Cash Box Top 100          | 5      |
| US Record World Top 100      | 4      |

| チャート (1967年)               | 順位 |
| ------------------------------- | ---- |
| Canada Top Singles (RPM)        | 46   |
| US (Joel Whitburn's Pop Annual) | 48   |

### 認定（ディオンヌ・ワーウィック版）
| 国/地域                    | 認定 | 認定/売上数 |
| -------------------------- | ---- | ----------- |
| アメリカ合衆国 (RIAA)      | Gold | 1,000,000^  |
| ^ 認定のみに基づく出荷枚数 |      |             |

## アレサ・フランクリンによるカバー
アレサ・フランクリンは、1968年4月17日にアトランティック・スタジオで「あなたに祈りをこめて」のカバー・バージョン「小さな願い」のレコーディングを行なった。フランクリンとスウィート・インスピレーションズは、アルバム『アレサ・ナウ』のレコーディング・セッションの休憩中に「あなたに祈りをこめて」をおふざけで歌った。それを聴いていたプロデューサーのジェリー・ウェクスラーが気に入ったことから、レコーディングを行なうことが決まった。フランクリンのカバー・バージョンは、リード・ボーカルとバッキング・ボーカルによるコールアンドレスポンスの形式がとられ、ゴスペルやR&B調にアレンジされた。
1968年7月14日にアルバム『アレサ・ナウ』が発売され、「小さな願い」は「シンク」と「シー・ソー」の間の2曲目に収録された。同月にシングル盤『ジャックの家』のB面曲としてリカットされ、『ビルボード』誌のHot 100で最高位10位、R&Bシングルチャートで最高位3位を記録し、全英シングルチャートで最高位4位を記録。アメリカレコード協会からゴールド認定を受けた。

### クレジット
※出典
- アレサ・フランクリン - リード・ボーカル、ピアノ
- トミー・コグビル - ギター
- ジェリー・ジェモット - ベース
- ロジャー・ホーキンス - ドラム
- スウィート・インスピレーションズ（英語版） - バッキング・ボーカル
- ジェリー・ウェクスラー - プロデュース
- トム・ダウド - レコーディング・エンジニア

### チャート成績（アレサ・フランクリン版）
| チャート (1968年)                       | 最高位 |
| --------------------------------------- | ------ |
| オーストラリア (Go-Set National Top 40) | 10     |
| ベルギー (Ultratop 50 Wallonia)         | 7      |
| アイルランド (IRMA)                     | 12     |
| オランダ (Dutch Top 40)                 | 4      |
| スウェーデン (Kvallstoppen)             | 4      |
| UK シングルス (OCC)                     | 4      |
| US Billboard Hot 100                    | 10     |
| US Top R&B Songs (Billboard)            | 3      |
| US Cash Box Top 100                     | 18     |
| 西ドイツ (Official German Charts)       | 29     |

| チャート (2018年)                | 最高位 |
| -------------------------------- | ------ |
| フランス (SNEP)                  | 74     |
| スウェーデン (Sverigetopplistan) | 85     |
| スイス (Schweizer Hitparade)     | 50     |
| UK シングルス (OCC)              | 51     |

| チャート (1968年)    | 順位 |
| -------------------- | ---- |
| UK Singles           | 41   |
| US Billboard Hot 100 | 93   |

### 認定（アレサ・フランクリン版）
| 国/地域                                                       | 認定     | 認定/売上数 |
| ------------------------------------------------------------- | -------- | ----------- |
| デンマーク (IFPI Danmark)                                     | Gold     | 45,000      |
| イタリア (FIMI) 2009年以降の売上による                        | Platinum | 70,000      |
| イギリス (BPI) 2004年以降の売上による                         | Platinum | 600,000     |
| アメリカ合衆国 (RIAA)                                         | Gold     | 1,000,000^  |
| ^ 認定のみに基づく出荷枚数 · 認定のみに基づく売上数と再生回数 |          |             |

## ダイアナ・キングによるカバー
ダイアナ・キングは、1997年9月30日に発売されたアルバム『シンク・ライク・ア・ガール』で「小さな願い」をカバー。キングによるカバー・バージョンは、ハンガリーのシングルチャートで首位を獲得したほか、オーストラリアで最高位6位、ノルウェーで最高位12位、全英シングルチャートで最高位17位を記録した。
『オールミュージック』のホセ・F・プロミスは、「すばらしくて、迫力があるリメイク」と表現している。『ビルボード』誌に寄稿したジャーナリストのラリー・フリックは、「キングとプロデューサーのアンディ・マーヴェルとの化学反応により、曲は快活でアグレッシブな雰囲気を帯びている」と評している。
キングによるカバー・バージョンは、映画『ベスト・フレンズ・ウェディング』で使用され、同作のサウンドトラック・アルバムにも収録された。

### チャート成績（ダイアナ・キング版）
| チャート (1997年)                        | 最高位 |
| ---------------------------------------- | ------ |
| オーストラリア (ARIA)                    | 6      |
| ヨーロッパ (Eurochart Hot 100)           | 22     |
| フランス (SNEP)                          | 34     |
| ドイツ (GfK Entertainment charts)        | 73     |
| ハンガリー (Mahasz)                      | 1      |
| アイスランド (Islenski Listinn Topp 40)  | 16     |
| アイルランド (IRMA)                      | 27     |
| ニュージーランド (Recorded Music NZ)     | 38     |
| ノルウェー (VG-lista)                    | 12     |
| スコットランド (Official Charts Company) | 26     |
| UK シングルス (OCC)                      | 17     |
| US Billboard Hot 100                     | 38     |
| US Top R&B Songs (Billboard)             | 68     |
| US Dance Club Songs (Billboard)          | 8      |

## その他のアーティストによるカバー
1968年にセルジオ・メンデス&ブラジル'66によるカバー・バージョンが発売され、『ビルボード』誌のイージーリスニング・チャートで最高位21位を記録。
1971年にアン・マレーとグレン・キャンベルがアルバム『Anne Murray / Glen Campbell』で、「恋はフェニックス」とのメドレーとしてカバー。同年9月30日にシングルとして発売され、『ビルボード』誌のイージーリスニング・チャートで最高位13位、Hot Country Songsで最高位40位、Hot 100で最高位81位を記録。
テレビドラマ『glee/グリー』のエピソード「ディスコミュージックはお好き?（Showmance）」（2009年9月9日放送）で取り上げられ、ナヤ・リヴェラ（サンタナ・ロペス役）とヘザー・モリス（ブリトニー・ピアース役）をバックコーラスにディアナ・アグロン（クイン・ファブレイ役）が歌唱。アグロンによるカバー・バージョンは、全英シングルチャートで125位を記録した。
2003年にkazamiがカバー。kazamiによるカバー・バージョンは、フジテレビ系スーパー時代劇『大奥』の主題歌として使用された。2019年にRoysがフジテレビ開局60周年特別企画『大奥 最終章』主題歌としてカバーし、配信限定シングルとしても発売された。
2021年に公開されたアニメーション映画『SING/シング: ネクストステージ』では、トリー・ケリー（ミーナ役）とファレル・ウィリアムス（アルフォンゾ役）が「小さな願い」を歌唱。日本語吹替版ではMISIA（ミーナ役）とジェシー（アルフォンゾ役）が歌唱。